# Ganisa obsoleta
Ganisa obsoleta är en fjärilsart som beskrevs av Talbot 1926. Ganisa obsoleta ingår i släktet Ganisa och familjen Eupterotidae. Inga underarter finns listade i Catalogue of Life.